# 蘇原新生町
蘇原新生町（そはらしんせいちょう）は、岐阜県各務原市の地名。現行行政町名は蘇原新生町一丁目から三丁目。

## 地理
各務原市の蘇原地区に属する。町域の東部は各務船山町、西部は蘇原東門町、蘇原昭栄町、南部は各務西町、蘇原坂井町、北部は蘇原東門町、須衛町に接する。
地名は「新たに起立した町」の意味が込められている。
町域には新境川が流れる。
道路
- 県道17号江南関線

## 歴史
この地域の土地改良事業により区画整理が行われ、1976年（昭和51年）3月27日、蘇原熊田町の一部と蘇原坂井町の一部、各務の一部をもって蘇原新生町を設置する。

## 世帯数と人口
2024年（令和6年）10月1日現在の世帯数と人口は以下の通りである。
| 丁目             | 世帯数 | 人口  |
| ---------------- | ------ | ----- |
| 蘇原新生町一丁目 | 11世帯 | 18人  |
| 蘇原新生町二丁目 | 6世帯  | 16人  |
| 蘇原新生町三丁目 | 41世帯 | 123人 |
| 計               | 58世帯 | 157人 |

## 小・中学校の学区
市立小・中学校に通う場合、学区は以下の通りとなる。尚、蘇原新生町の自治会は、一丁目が船山町西自治会、二丁目と三丁目が坂井自治会である
| 番・番地等 | 小学校               | 中学校               |
| ---------- | -------------------- | -------------------- |
| 全域       | 各務原市立中央小学校 | 各務原市立中央中学校 |

## 交通機関
- 岐阜バス尾崎団地線
- 各務原市ふれあいバス稲羽西線、東西線（朝夕便）
- テクノライナー

## 主な施設
- 岐阜県立各務原高等学校
- 新生こどもえん